# Parakatianna
Genre

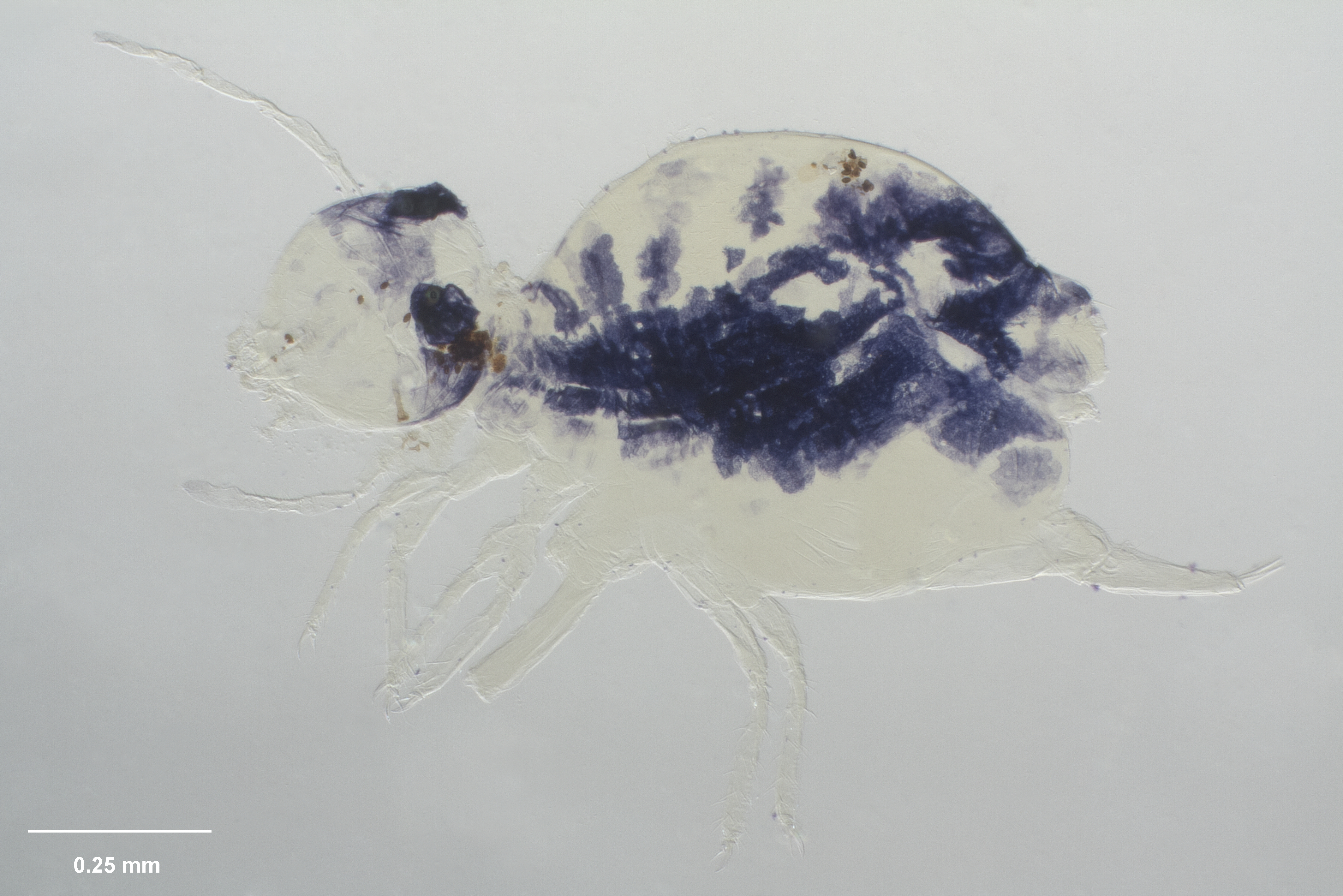
C'est un genre de collemboles de la famille des Katiannidae.

Parakatianna est un genre de collemboles de la famille des Katiannidae.

## Liste des espèces
Selon Checklist of the Collembola of the World (version du 16 août 2019) :
- Parakatianna albirubrafrons Salmon, 1943
- Parakatianna anomala Womersley, 1933
- Parakatianna cortica Salmon, 1943
- Parakatianna diversitata Salmon, 1943
- Parakatianna hexagona Salmon, 1941
- Parakatianna homerica (Salmon, 1946)
- Parakatianna prospina (Salmon, 1946)
- Parakatianna salmoni Wise, 1964
- Parakatianna spinata Womersley, 1932
- Parakatianna superba (Salmon, 1946)

## Publication originale
- Womersley, 1932 : The Collembola Symphypleona of Australia: A preliminary account. Pamphlet Council for Scientific and Industrial Research Australia, no 34, p. 1-47.